# 사랑을 하는 남자 (베토벤)
《사랑을 하는 남자》(독일어: Der Liebende) 바단조, WoO 139는 루트비히 판 베토벤에 의해 쓰인 예술가곡이다.

## 개요
작곡 시기는 1809년 경이다. 베토벤은 1809년에 작품 번호 75의 "여섯 개의 노래"를 포함하여 꽤 많은 곡을 작곡했다. "사랑을 하는 남자"는 레이시그의 시에 의한 작품으로, 사랑을 느끼는 마음 약한 남자의 번민을 표현한 유절 형식의 가곡이다.
이것은 그 해에 레이시그의 시에 의한 베토벤의 다섯 가지 설정 중 하나였다. 그 외 다른 것들로는 "먼 나라의 노래"와 "타향의 젊은이"가 있다. 또한 여섯 개의 노래, 작품 번호 75 세트에도 레이시그의 시를 사용한 곡이 두 곡 수록되어 있다. 베토벤은 1809년 이후에 두 번 더 레이시그의 작품으로, "전사의 이별"(1814년), "그리움"(1815년-16년)을 썼다. 베토벤은 괴테에 대해 더 큰 찬사를 보냈지만, 레이시그의 열정적인 글에서 실패한 자신의 연애 생활의 요소들을 확인했기 때문에, 레이시그에 대한 그의 애정은 분명히 강했다.
베토벤은 이 곡을 경건한 스타일로 설정하고 "열정적인 동작으로"라는 설명을 제공한다. 그것에는 세 개의 악절이 있고 음악은 대단히 열정적이다. 분위기는 희망과 그리움으로 가득 차 있으며, 각 악절의 끝은 후렴으로 세 번 반복된다. 노래의 일반적인 연주는 약 2분 밖에 지속되지 않는다. 결국 이것은 일반적인 가벼운 분위기와 작은 크기에도 불구하고, 고품질의 작품으로 평가된다.
첫 출판은 1810년 빈과 런던에서 이루어졌다. 레이시그는 베토벤의 친구이자 후원자인 루돌프 대공에게 이 작품을 헌정했다.

## 가사
Welch ein wunderbares Leben,

Ein Gemisch von Schmerz und Lust,

Welch ein nie gefühltes Beben

Waltet jetzt in meiner Brust!

Herz, mein Herz, was soll dies Pochen?

Deine Ruh 'ist unterbrochen,

Sprich, was ist mit dir gescheh'n?

So hab 'ich dich nie geseh'n!

Hat dich nicht die Götterblume

mit dem Hauch der Lieb'entglüht,

Sie, die in dem Heiligtume

Reiner Unschuld auf geblüht?

Ja, die schöne Himmelsblüte

mit dem Zauberblick voll Güte

Hält mit einem Band mich fest,

Das sich nicht zerreissen läßt!

Oft will ich die Teure fliehen;

Tränen zittern dann im Blick,

Und der Liebe Geister ziehen

Auf der Stelle mich zurück.

Denn ihr pocht mit heißen Schlägen

Ewig dieses Herz entgegen,

Aber ach, sie fühlt es nicht,

Was mein Herz im Auge spricht!
이 무슨 불가지한 인생인가,

고뇌와 희열의 뒤범벅!

여태 느껴본 적 없던 떨림이

지금 내 가슴을 지배한다!

마음이여, 내 마음이여, 이 고동은 무엇인가?

너의 안식은 깨어져 버렸다,

말해다오, 너에게 무슨 일이 일어났는지?

그런 너를 나는 본 적이 없다!

신들의 꽃이 너를 

사랑의 숨결로 타오르게 한 것은 아닌지,

순결하게 피어있는 꽃이

저 신성한 장소에?

그래, 상냥함에 찬 마법의 눈을 가진

저 아름다운 천상의 꽃이

단단한 정으로 나를, 

떨어질 수 없도록 묶어놓았도다!

종종 사랑하는 이들을 피하고 싶을 때;

나의 눈에서는 눈물이 흐르고,

사랑의 정령들이 즉시 

나를 제자리에 데려다 놓는다.

이 마음은 그녀를 만나기 위해

쉬지 않고 뜨겁게 고동치고,

아아, 그녀는 알아채지 못한다.

이 마음이 눈을 통해 말하는 것을!